# Markus Hofer (Musiker)
Markus Hofer (* 1949) ist ein Schweizer Flötist und Komponist.

## Leben
Hofer studierte Querflöte bei Pierre-André Bovey in Bern und bei Urs Lehmann in Basel. Danach wurde er Mitglied im Quartett ensemble miniature und im Ensemble Intercity Flute Players (Kontrabassflöte). Außerdem arbeitet er als Musikpädagoge an verschiedenen Musikschulen.
Seit 1993 komponiert er. Hofer studierte von 2003 bis 2004 Komposition bei Michel Roth an der Hochschule für Musik Luzern. Von 2005 bis 2008 war er Kompositionsschüler bei Isabel Mundry am Zürcher Konservatorium. Seit 2008 gehört er darüber hinaus dem Organisationsteam des Festival L’art pour l’Aar an.

## Werke (Auswahl)
Für das Querflötenorchester Intercity Flute Players komponierte er von 1999 bis 2010 folgende Werke:
- Aus griechischen Mythen und Sagen
- Godot
- Irritationen
- licht-räume
- raumzeiten
- sus scrofa
- veränderung durch bewegung

Weitere:
- Anrufung (2010) für Streichtrio. UA: Ensemble Bern Modern
- Frau Schlendrian (2011) für Countertenor und Recorder. UA: UMS ’n JIP
- Märchen (2011) für Countertenor und Recorder. UA: UMS ’n JIP
- engel noch weiblich (2012) für Kammerensemble. Text: Lea Gottheil. UA: Ensemble Sortisatio